# パングラオ国際空港
ボホール・パングラオ国際空港（ボホール・パングラオこくさいくうこう、英語: Bohol–Panglao International Airport）はフィリピンのボホール州パングラオ島に位置する国際空港。
北東側に隣接しているボホール島のタグビララン空港に替わる空港として2018年11月27日に開港。同日、タグビララン空港は閉鎖。

## 就航路線
| 航空会社               | 就航地                             |
| ---------------------- | ---------------------------------- |
| フィリピン航空         | マニラ、ダバオ、                   |
| セブパシフィック航空   | マニラ、クラーク、イロイロ、ダバオ |
| エアアジア・フィリピン | マニラ                             |
| Air SWIFT              | エル・ニド                         |
| ジンエアー             | ソウル/仁川                        |
| チェジュ航空           | ソウル/仁川、釜山                  |
| エアソウル             | ソウル/仁川                        |
| エアプサン             | 釜山                               |